# ВЕС Тріанель-Боркум
ВЕС Тріанель-Боркум (нім. Trianel Borkum, також зустрічаються назви Borkum West 2.1/2.2)  — німецька офшорна вітроелектростанція, перша черга якої введена в експлуатацію в 2015 році.
Місце для розміщення ВЕС обрали в Північному морі за 40-45 км північніше острова Боркум (один із Фризьких островів). Тут у 2012-му самопідіймальне судно Goliath провело підготовчі роботи зі встановлення 120 паль. Наступного року плавучий кран Stanislav Yudin встановив на них 40 фундаментів типу "трипод". Надалі роботи по встановлення вітроагрегатів здійснювало спеціалізоване судно MPI Adventure.
Для видачі продукції у складі ВЕС споруджено трансформаторну підстанцію, яку встановив інший плавучий кран великої вантажопідйомності Oleg Strashnov. Її під'єднали до офшорної платформи DolWin alpha, котра перетворює змінний струм у прямий для подальшої подачі на берег за допомогою технології HVDC (лінії постійного струму високої напруги). Прокладання 7,5 км кабелю виконало судно Topaz Installer.
Перша черга станції, спорудження якої описано вище, складається із розміщених на площі 56 км2 сорока вітрових турбін Areva Wind M5000 одиничною потужністю 5 МВт. Агрегати з діаметром ротора 116 метрів змонтовані на баштах висотою 90 метрів. Вартість цієї черги (яка включала ряд інфраструктурних об'єктів, розрахованих на подальше розширення) становила 1 млрд євро. Проект, який вироблятиме 0,75 млрд кВт-год електроенергії на рік, реалізували компанія Trianel та тридцять три муніципальні утворення.
В 2018 році заплановано розпочати монтаж ще 32 вітрових турбін Senvion 6.2M152 загальною потужністю 203 МВт. Введення в експлуатацію другої черги очікується у 2019-му, а її вартість має скласти 0,8 млрд євро.